# Алмагест
„Алмагест“ (от арабски: اَلْمَجِسْطِيّ, на старогръцки: Μαθηματικἠ Σύνταξις) е трактат по астрономия на римския учен Клавдий Птолемей, съставен около 148 г. в Египет. Със своя широк обхват от теми и научни знания творбата до голяма степен измества дотогавашните трудове в тази област, които обобщава и е много популярна в културните среди на Стария свят.
Книгата съдържа голям обем данни за наблюдаемите небесни тела и цялостен модел за обяснение на техните движения, известен като геоцентрична система, според който Земята се намира в центъра на Вселената, останалите части на която се въртят около нея, прикрепени неподвижно към т.нар. небесни сфери. „Алмагест“ и отразените в него възгледи започват да губят актуалността и популярността си едва през XVI век със зараждането на хелиоцентричната система, чиято основна отлика е, че се утвърждава идеята, че Земята се върти около оста си, а тя и другите най-близки планети започват да се възприемат, като сателити на Слънцето, самите те имащи свои (например че Луната е спътник на Земята, от своя страна въртяща се около Слънцето, вместо както е в "Алмагест" - и Луната и Слънцето да се смятат за обикалящи Земята; че малките планети в близост до планетата Юпитер са нейни луни, вместо да се смятат неподвижни спрямо нея и т.н.) и че изобщо всички небесни тела се движат, но почти всички не около Земята.